# Hippocampus slovenicus
Hippocampus slovenicus es una especie extinta de caballito de mar que vivió durante el Mioceno medio. Fue descrita por Zalohar et al en 2009.
Se cree que este ejemplar vivió entre praderas marinas y macroalgas en las aguas costeras templadas y poco profundas de la parte occidental del mar Paratetis.